# Álex Baena
Alejandro Baena Rodríguez, detto Álex (Roquetas de Mar, 20 luglio 2001) è un calciatore spagnolo, centrocampista dell'Atlético Madrid e della nazionale spagnola, con cui è diventato campione d'Europa nel 2024.

## Caratteristiche tecniche
Trequartista molto veloce e dotato tecnicamente, bravo nell'uno-contro-uno e nel dribbling, il suo piede forte è il destro, in possesso di un buon tiro ed è abile negli inserimenti offensivi oltre a essere un ottimo assist-man. Duttile tatticamente, può essere schierato anche come regista e seconda punta; per le sue caratteristiche è stato paragonato ad Hakim Ziyech.

## Carriera

### Club

#### Villarreal e Girona
Cresciuto nel settore giovanile del Villarreal, ha esordito in prima squadra il 18 dicembre 2019, nella partita di Coppa del Re vinta per 0-5 contro il Comillas dove Baena fornisce due assist vincenti. Il debutto nella Liga è invece avvenuto il 13 luglio 2020, nell'incontro perso per 1-2 contro la Real Sociedad. Vince l'Europa League dove segna il suo primo gol, nella vittoria per 4-0 contro il Maccabi Tel Aviv.
Il 19 agosto 2021 viene ceduto in prestito al Girona nella seconda divisione. Segna un gol battendo per 2-0 il Cartagena, realizza una rete anche contro l'Ibiza nel successo per 5-1, riesce a segna un gol pure contro il Fuenlabrada e il Real Oviedo vincendo entrambe le partite per 2-1.
Ritorna poi a giocare con il Villarreal e nella Conference League segna una rete vincendo per 4-0 contro l'Austria Vienna, è autore del gol del 2-1 sconfiggendo l'Hapoel Be'er Sheva, inoltre riesce a segnare una doppietta battendo per 4-3 il Lech Poznań. Riesce a segnare la sua prima doppietta nella LaLiga sconfiggendo per 3-0 il Real Valladolid, inoltre si ripete segnando altre due reti nella vittoria per 5-1 contro l'Atletico Bilbao Nell'edizione 2023-2024 dell'Europa League segna un gol battendo per 2-1 il Maccabi Haifa, un'altra rete la segna sconfiggendo per 3-2 il Panathinaikos, inoltre con un suo assist vincente permette al proprio compagno Daniel Parejo di segnare il gol del 3-2 prevalendo contro lo Rennes.
Atlético Madrid
Il 2 luglio 2025 viene ufficializzato il suo passaggio all'Atletico Madrid, con il quale firma un contratto valido fino al 2030.

### Nazionale
Dopo avere rappresentato le selezioni giovanili spagnole dall'Under-16 all'Under-21, il 1º settembre 2023 viene convocato per la prima volta in nazionale maggiore. Fa il suo esordio con la massima selezione iberica 12 giorni dopo nel successo per 6-0 contro Cipro, realizzando anche un gol.
Viene convocato nella nazionale olimpica per partecipare ai Giochi di Parigi 2024, vince la medaglia d'oro segnando due reti, la prima nella vittoria per 3-1 contro la Repubblica Dominicana, e la seconda (con un calcio di punizione) nella finale vinta per 5-3 contro la Francia.

## Statistiche

### Presenze e reti nei club
Statistiche aggiornate al 30 luglio 2025
| Stagione            | Squadra             | Campionato          | Campionato | Campionato | Coppe nazionali | Coppe nazionali | Coppe nazionali | Coppe continentali | Coppe continentali | Coppe continentali | Altre coppe | Altre coppe | Altre coppe | Totale | Totale | Totale |
| Stagione            | Squadra             | Comp                | Pres       | Reti       | Comp            | Pres            | Reti            | Comp               | Pres               | Reti               | Comp        | Pres        | Reti        | Pres   | Reti   |        |
| ------------------- | ------------------- | ------------------- | ---------- | ---------- | --------------- | --------------- | --------------- | ------------------ | ------------------ | ------------------ | ----------- | ----------- | ----------- | ------ | ------ | ------ |
| 2018-2019           | Villarreal C        | TD                  | 1          | 0          |                 | -               | -               |                    | -                  | -                  |             | -           | -           | 1      | 0      |        |
| 2019-2020           | Villarreal C        | TD                  | 1          | 0          |                 | -               | -               |                    | -                  | -                  |             | -           | -           | 1      | 0      |        |
| Totale Villarreal C | Totale Villarreal C | Totale Villarreal C | 2          | 0          |                 |                 |                 |                    |                    |                    |             |             |             | 2      | 0      |        |
| 2019-2020           | Villarreal B        | SDB                 | 23         | 0          |                 | -               | -               |                    | -                  | -                  |             | -           | -           | 23     | 0      |        |
| 2019-2020           | Villarreal          | PD                  | 1          | 0          | CR              | 1               | 0               |                    | -                  | -                  |             | -           | -           | 2      | 0      |        |
| 2020-2021           | Villarreal          | PD                  | 6          | 0          | CR              | 5               | 0               | UEL                | 8                  | 2                  |             | -           | -           | 19     | 2      |        |
| 2021-2022           | Girona              | SD                  | 42         | 5          | CR              | 3               | 0               |                    | -                  | -                  |             | -           | -           | 45     | 5      |        |
| 2022-2023           | Villarreal          | PD                  | 35         | 6          | CR              | 4               | 2               | UECL               | 9                  | 4                  |             | -           | -           | 48     | 12     |        |
| 2023-2024           | Villarreal          | PD                  | 34         | 2          | CR              | 4               | 2               | UEL                | 8                  | 2                  |             | -           | -           | 45     | 5      |        |
| 2024-2025           | Villarreal          | PD                  | 32         | 7          | CR              | 1               | 0               |                    | -                  | -                  |             | -           | -           | 33     | 7      |        |
| Totale Villarreal   | Totale Villarreal   | Totale Villarreal   | 108        | 15         |                 | 11              | 2               |                    | 25                 | 8                  |             | -           | -           | 147    | 26     |        |
| 2025-2026           | Atlético Madrid     | PD                  | 0          | 0          | CR              | 0               | 0               | UCL                | 0                  | 0                  | SS          | 0           | 0           | 0      | 0      |        |
| Totale carriera     | Totale carriera     | Totale carriera     | 169        | 20         |                 | 11              | 2               |                    | 25                 | 8                  |             | -           | -           | 217    | 31     |        |

### Cronologia presenze e reti in nazionale
| Cronologia completa delle presenze e delle reti in nazionale ― Spagna | Cronologia completa delle presenze e delle reti in nazionale ― Spagna | Cronologia completa delle presenze e delle reti in nazionale ― Spagna | Cronologia completa delle presenze e delle reti in nazionale ― Spagna | Cronologia completa delle presenze e delle reti in nazionale ― Spagna | Cronologia completa delle presenze e delle reti in nazionale ― Spagna | Cronologia completa delle presenze e delle reti in nazionale ― Spagna | Cronologia completa delle presenze e delle reti in nazionale ― Spagna |
| Data                                                                  | Città                                                                 | In casa                                                               | Risultato                                                             | Ospiti                                                                | Competizione                                                          | Reti                                                                  | Note                                                                  |
| --------------------------------------------------------------------- | --------------------------------------------------------------------- | --------------------------------------------------------------------- | --------------------------------------------------------------------- | --------------------------------------------------------------------- | --------------------------------------------------------------------- | --------------------------------------------------------------------- | --------------------------------------------------------------------- |
| 12-9-2023                                                             | Granada                                                               | Spagna                                                                | 6 – 0                                                                 | Cipro                                                                 | Qual. Euro 2024                                                       | 1                                                                     | 76’                                                                   |
| 22-3-2024                                                             | Londra                                                                | Spagna                                                                | 0 – 1                                                                 | Colombia                                                              | Amichevole                                                            | -                                                                     | 61’                                                                   |
| 5-6-2024                                                              | Badajoz                                                               | Spagna                                                                | 5 – 0                                                                 | Andorra                                                               | Amichevole                                                            | -                                                                     |                                                                       |
| 20-6-2024                                                             | Gelsenkirchen                                                         | Spagna                                                                | 1 – 0                                                                 | Italia                                                                | Euro 2024 - 1º turno                                                  | -                                                                     | 71’                                                                   |
| 24-6-2024                                                             | Düsseldorf                                                            | Albania                                                               | 0 – 1                                                                 | Spagna                                                                | Euro 2024 - 1º turno                                                  | -                                                                     | 84’                                                                   |
| 12-10-2024                                                            | Murcia                                                                | Spagna                                                                | 1 – 0                                                                 | Danimarca                                                             | UEFA Nations League 2024-2025 - 1º turno                              | -                                                                     | 62’                                                                   |
| 15-10-2024                                                            | Cordova                                                               | Spagna                                                                | 3 – 0                                                                 | Serbia                                                                | UEFA Nations League 2024-2025 - 1º turno                              | 1                                                                     | 78’                                                                   |
| 15-11-2024                                                            | Copenaghen                                                            | Danimarca                                                             | 1 – 2                                                                 | Spagna                                                                | UEFA Nations League 2024-2025 - 1º turno                              | -                                                                     | 62’                                                                   |
| 23-3-2025                                                             | Valencia                                                              | Spagna                                                                | 3 – 3 dts (5 – 4 dtr)                                                 | Paesi Bassi                                                           | UEFA Nations League 2024-2025 - Quarti di finale                      | -                                                                     | 117’                                                                  |
| 8-6-2025                                                              | Monaco di Baviera                                                     | Portogallo                                                            | 2 – 2 dts (5 – 3 dtr)                                                 | Spagna                                                                | UEFA Nations League 2024-2025 - Finale                                | -                                                                     | 92’ 100’                                                              |
| Totale                                                                |                                                                       | Presenze                                                              | 10                                                                    |                                                                       | Reti                                                                  | 2                                                                     |                                                                       |

## Palmarès

### Club

#### Competizioni internazionali
- UEFA Europa League: 1

Villarreal: 2020-2021

### Nazionale
- Campionato d'Europa: 1

2024
- Oro olimpico: 1

2024